# Campeonato Carioca de Futebol de 1972
O Campeonato Carioca de Futebol de 1972 foi a 74.ª edição da principal divisão do futebol no Rio de Janeiro e seu campeão foi o Flamengo.
A média de público foi de 16.228 torcedores pagantes por jogo.

## Classificação

### 1º turno (Taça Guanabara)
Apenas os oito primeiros colocados estão classificados para disputar o 2º e o 3º turnos.
| Classificação | Classificação | Classificação | Classificação | Classificação | Classificação | Classificação | Classificação | Classificação | Classificação |
| Pos           | Time          | PG            | J             | V             | E             | D             | GP            | GS            | SG            |
| ------------- | ------------- | ------------- | ------------- | ------------- | ------------- | ------------- | ------------- | ------------- | ------------- |
| 1             | Flamengo      | 20            | 11            | 9             | 2             | 0             | 23            | 5             | +18           |
| 2             | Fluminense    | 18            | 11            | 8             | 2             | 1             | 24            | 10            | +14           |
| 3             | Botafogo      | 15            | 11            | 6             | 3             | 2             | 15            | 7             | +8            |
| 4             | Vasco da Gama | 15            | 11            | 6             | 3             | 2             | 8             | 5             | +3            |
| 5             | America       | 14            | 11            | 5             | 4             | 2             | 21            | 10            | +11           |
| 6             | Olaria        | 13            | 11            | 4             | 5             | 2             | 13            | 12            | +1            |
| 7             | São Cristóvão | 9             | 11            | 3             | 3             | 5             | 12            | 18            | -6            |
| 8             | Bonsucesso    | 8             | 11            | 1             | 6             | 4             | 9             | 10            | -1            |
| 9             | Campo Grande  | 8             | 11            | 3             | 2             | 6             | 11            | 23            | -12           |
| 10            | Portuguesa    | 5             | 11            | 1             | 3             | 7             | 8             | 18            | -10           |
| 11            | Bangu         | 5             | 11            | 2             | 1             | 8             | 9             | 20            | -11           |
| 12            | Madureira     | 2             | 11            | 0             | 2             | 9             | 4             | 19            | -15           |

### 2º turno (Taça Fadel Fadel)
| Classificação | Classificação | Classificação | Classificação | Classificação | Classificação | Classificação | Classificação | Classificação | Classificação |
| Pos           | Time          | PG            | J             | V             | E             | D             | GP            | GS            | SG            |
| ------------- | ------------- | ------------- | ------------- | ------------- | ------------- | ------------- | ------------- | ------------- | ------------- |
| 1             | Fluminense    | 10            | 7             | 4             | 2             | 1             | 10            | 5             | +5            |
| 2             | Vasco da Gama | 9             | 7             | 2             | 5             | 0             | 8             | 6             | +2            |
| 3             | Flamengo      | 8             | 7             | 3             | 2             | 2             | 9             | 5             | +4            |
| 4             | São Cristóvão | 8             | 7             | 3             | 2             | 2             | 7             | 12            | -5            |
| 5             | Bonsucesso    | 7             | 7             | 2             | 3             | 2             | 6             | 7             | -1            |
| 6             | America       | 6             | 7             | 1             | 4             | 2             | 2             | 3             | -1            |
| 7             | Botafogo      | 5             | 7             | 2             | 1             | 4             | 9             | 8             | +1            |
| 8             | Olaria        | 3             | 7             | 0             | 3             | 4             | 2             | 7             | -5            |

### 3º turno (Taça José de Albuquerque)
| Classificação | Classificação | Classificação | Classificação | Classificação | Classificação | Classificação | Classificação | Classificação | Classificação |
| Pos           | Time          | PG            | J             | V             | E             | D             | GP            | GS            | SG            |
| ------------- | ------------- | ------------- | ------------- | ------------- | ------------- | ------------- | ------------- | ------------- | ------------- |
| 1             | Vasco da Gama | 11            | 7             | 4             | 3             | 0             | 4             | 0             | +4            |
| 2             | Botafogo      | 10            | 7             | 4             | 2             | 1             | 5             | 2             | +3            |
| 3             | Flamengo      | 9             | 7             | 3             | 3             | 1             | 8             | 5             | +3            |
| 4             | America       | 8             | 7             | 3             | 2             | 2             | 7             | 3             | +4            |
| 5             | Olaria        | 8             | 7             | 3             | 2             | 2             | 4             | 3             | +1            |
| 6             | Bonsucesso    | 6             | 7             | 3             | 0             | 4             | 5             | 6             | -1            |
| 7             | Fluminense    | 3             | 7             | 1             | 1             | 5             | 1             | 6             | -5            |
| 8             | São Cristóvão | 1             | 7             | 0             | 1             | 6             | 3             | 12            | -9            |

## Triangular final

Torcedores do Flamengo comemorando o Campeonato Carioca de 1972

| Classificação | Classificação | Classificação | Classificação | Classificação | Classificação | Classificação | Classificação | Classificação | Classificação |
| Pos           | Time          | PG            | J             | V             | E             | D             | GP            | GS            | SG            |
| ------------- | ------------- | ------------- | ------------- | ------------- | ------------- | ------------- | ------------- | ------------- | ------------- |
| 1             | Flamengo      | 4             | 2             | 2             | 0             | 0             | 3             | 1             | +2            |
| 2             | Fluminense    | 2             | 2             | 1             | 0             | 1             | 3             | 2             | +1            |
| 3             | Vasco da Gama | 0             | 2             | 0             | 0             | 2             | 0             | 3             | -3            |

### Jogo do título
| 7 de setembro | Flamengo                        | 2 – 1 | Fluminense | Maracanã, Rio de Janeiro                 |
|               | Doval 23' · Caio Cambalhota 38' |       | Jair 60'   | Público: 136,829 Árbitro: Oscar Scolfaro |

| Flamengo | Fluminense |

| G          | 1  | Renato               |  |                 |
| LD         | 2  | Moreira              |  |                 |
| Z          | 3  | Chiquinho Pastor     |  |                 |
| Z          | 4  | Reyes                |  | Substituído     |
| LE         | 6  | Vanderlei Luxemburgo |  |                 |
| V          | 5  | Liminha              |  |                 |
| V          | 8  | Zé Mário             |  |                 |
| M          | 10 | Paulo Cézar Caju     |  |                 |
| A          | 7  | Rogério              |  | Substituído     |
| A          | 9  | Caio Cambalhota      |  |                 |
| A          | 11 | Doval                |  |                 |
| Reservas:  |    |                      |  |                 |
| Z          | '  | Tinho                |  | Entrou em campo |
| M          | '  | Vicentinho           |  | Entrou em campo |
| Treinador: |    |                      |  |                 |
| Zagallo    |    |                      |  |                 |

| G          | 1  | Félix         |  |                 |
| LD         | 2  | Oliveira      |  | Substituído     |
| Z          | 3  | Ari Hercilio  |  |                 |
| Z          | 4  | Assis         |  |                 |
| LE         | 6  | Marco Antônio |  |                 |
| V          | 5  | Denilson      |  | Substituído     |
| V          | 8  | Gérson        |  |                 |
| M          | 10 | Didi          |  |                 |
| A          | 7  | Cafuringa     |  |                 |
| A          | 9  | Jair          |  |                 |
| A          | 11 | Lula          |  |                 |
| Reservas:  |    |               |  |                 |
|            | '  | Toninho       |  | Entrou em campo |
|            | '  | Ivair         |  | Entrou em campo |
| Treinador: |    |               |  |                 |
| Pinheiro   |    |               |  |                 |

## Premiação
| Campeonato Carioca de 1972    |
| Rio de Janeiro                |
| ----------------------------- |
| FLAMENGO Campeão (16º título) |

| Taça Sesquicentenário da Independência do Brasil |
| Rio de Janeiro                                   |
| ------------------------------------------------ |
| FLAMENGO Campeão (1º título)                     |